# Kostel svatého Petra a Pavla (Sebnitz)
Kostel svatého Petra a Pavla (německy Peter-Pauls-Kirche či Stadtkirche Peter und Paul) je evangelicko-luterský farní kostel v saském velkém okresním městě Sebnitz. První kostel stál v místě již ve 13. století, na konci 15. století byl pozdně goticky rozšířen. Roku 1619 přibyla raně barokní loď s předsíní a roku 1928 historizující věž.

## Historie

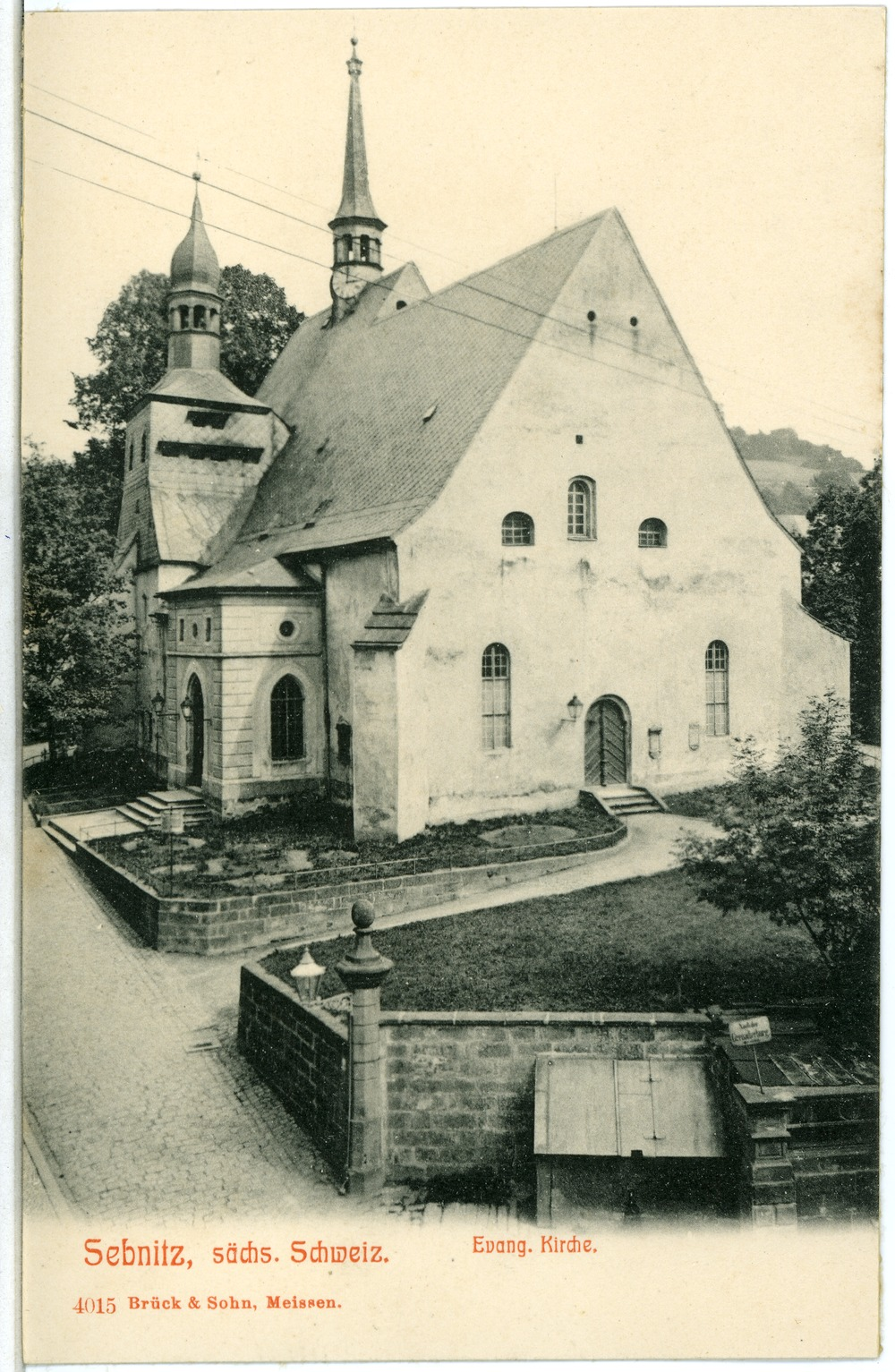
Kostel na pohlednici z roku 1903

Přesná data výstavby a vysvěcení sebnitzského kostela nejsou známá, předpokládá se však, že zde již ve 13. století stál malý kostel zasvěcený svatému Petru a Pavlovi. V písemných pramenech je prvně zaznamenán až v roce 1428. S růstem středověkého městečka a příchodem nových obyvatel vyvstala potřeba rozšíření svatostánku, které proběhlo na konci 15. století. Z této doby se dochovaly vnější stěny a opěráky presbytáře. Původně katolický kostel se v polovině 16. století stal protestantským poté, co se naplno prosadila reformace. Zásadní přestavba přišla v roce 1619, při které byla ke staršímu presbytáři přistavěna nová prostornější loď. V letech 1928 až 1929 prošel kostel rozsáhlou rekonstrukcí, během níž došlo k úpravám interiéru, restaurování mobiliáře a stavbě nové věže se zvonicí.
Kostel spravuje Evangelicko-luterská farnost Sebnitz-Hohnstein. Stavba slouží k pravidelným bohoslužbám a také k pořádání série koncertů pod názvem Musik in Peter-Paul. Je chráněn jako kulturní památka pod číslem 09276512.

## Popis
Jednolodní orientovaný sálový kostel má pozdně gotický presbytář a raně barokní loď s předsíní- Nejstarší součástí stavby je sakristie, nejmladší je historizující věž. Kazetový strop lodi z roku 1619 je dílem Hanse Panitze a skládá se z 88 polí zdobených ornamenty a znaky. Dvoupatrovou dřevěnou emporu zdobí malby z let 1688 a 1689 znázorňující 55 výjevů ze Starého a Nového zákona, jejichž autorem byl drážďanský malíř Johann Gottfried Buchardy. Jednopatrovou emporu v presbytáři zdobí vyobrazení apoštolů. Renesanční dvouposchoďový hlavní oltář doplňují sloupy, oltářní obraz představuje Poslední večeři Páně. Jeho autor Martin Kotte z Bad Schandau se sám zvěčnil v zástupu postav s paletou a štětcem v rukách. Obraz v horním patře zobrazuje snímání Ježíše Krista z kříže. V presbytáři je umístěna renesanční, bohatě malovaná, dřevěná kazatelna. Rovněž renesanční křtitelnice ve tvaru poháru pochází z roku 1586. Na sloupu uprostřed lodi je umístěn velký krucifix z doby kolem roku 1520 a pod ním dřevěná pozdně gotická Bolestná Matka Boží z konce 15. století. Roku 1910 zhotovil Gustav Niemand stínohru ve tvaru kostela známou jako Sebnitzer Schattenspiel. Varhany z roku 1902 pocházejí z drážďanské dílny bratří Jehmlichů a disponují přibližně 2 000 píšťalami, dvěma manuály a pedálem. Původní rozsah byl 27 rejstříků, roku 1928 však byl jejich počet rozšířen na 34.

## Hudba v kostele
Bohoslužby v kostele pravidelně doprovází hra na varhany doplněná často o zpěv pěveckého sboru, dětského sboru nebo hru pozounového sboru. Tradičně na Boží hod zazní při bohoslužbě skladby místních autorů, a to Sebnitzer Weihnachtsarie (Sebnitzská vánoční arie) od kantora Gotthilfa Sigismunda Heina (1746–1814) a Sebnitzer Mettenmusik (Sebnitzská mešní hudba) od Christiana Gottloba Augusta Bergta (1771–1837). Od roku 1993 je v kostele pořádána koncertní řada nazývaná Musik in Peter-Paul (Hudba v Petrovi a Pavlovi). V jejím rámci jsou zváni umělci různých žánrů a z různých zemí.

## Okolí kostela
Jižně od kostela se rozkládá park vybudovaný na místě původního kostelního hřbitova zrušeného po roce 1861. Východně od kostela stojí fara z roku 1912 a severně radnice. Necelých 100 metrů severním směrem se rozkládá náměstí a přibližně 500 metrů severovýchodně římskokatolický kostel Povýšení svatého Kříže.

## Církevní obec
Evangelicko-luterská církevní obec Sebnitz-Hohnstein náleží do Církevního okrsku Pirna a zahrnuje celé území velkého okresního města Sebnitz včetně jeho místních částí a velkou část území města Hohnstein (8 z 11 místních částí). Vznikla 1. ledna 2018 sloučením do té doby čtyř samostatných církevních obcí Hinterhermsdorf-Saupsdorf, Hohnstein-Ehrenberg, Lichtenhain-Ulbersdorf a Sebnitz. Zahrnuje dva městské kostely v Sebnitzi a Hohnsteinu a pět vesnických kostelů v Ehrenbergu, Hinterhermsdorfu, Lichtenhainu, Saupsdorfu a Ulbersdorfu.

## Galerie

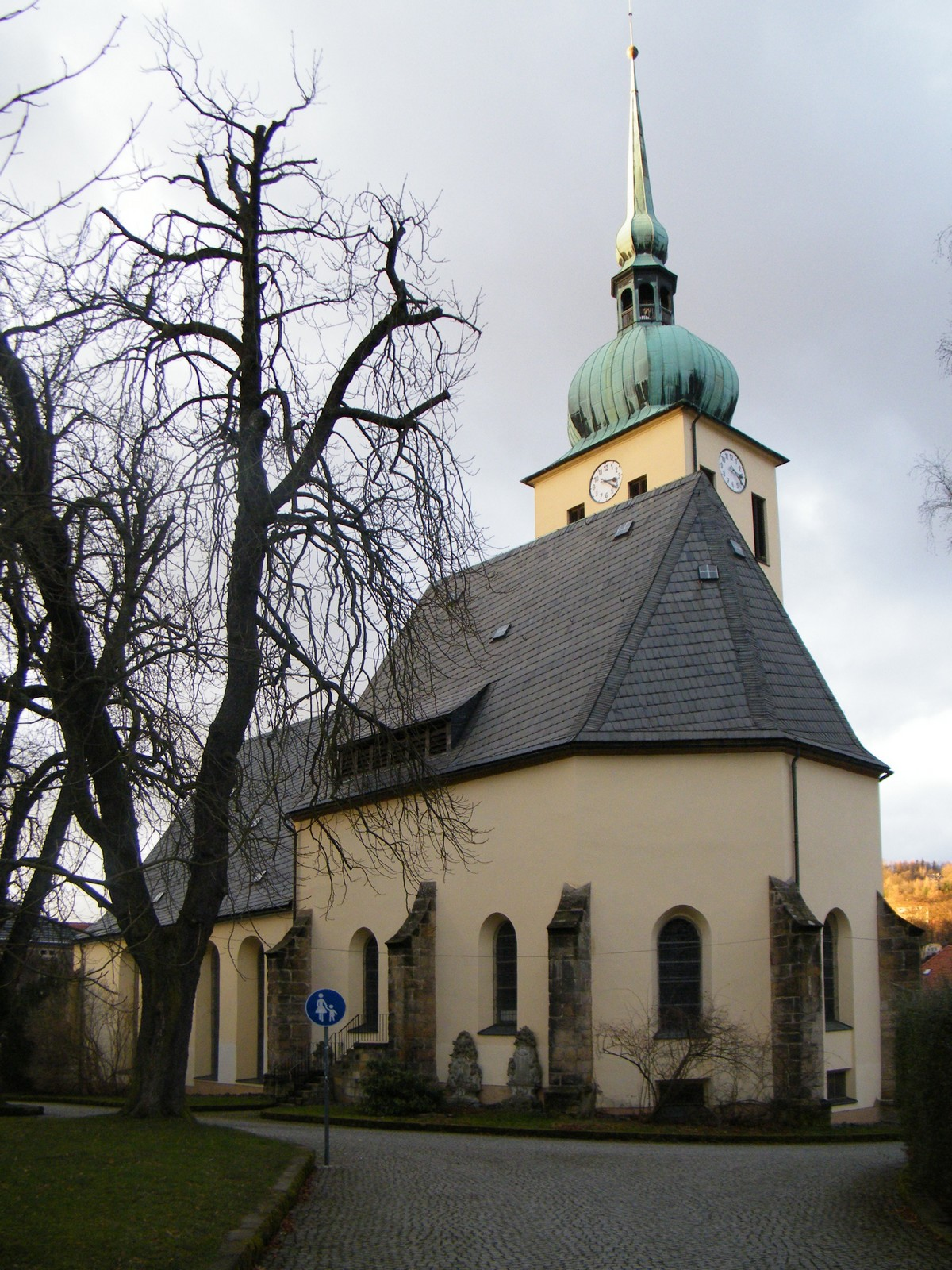
Závěr a bok kostela
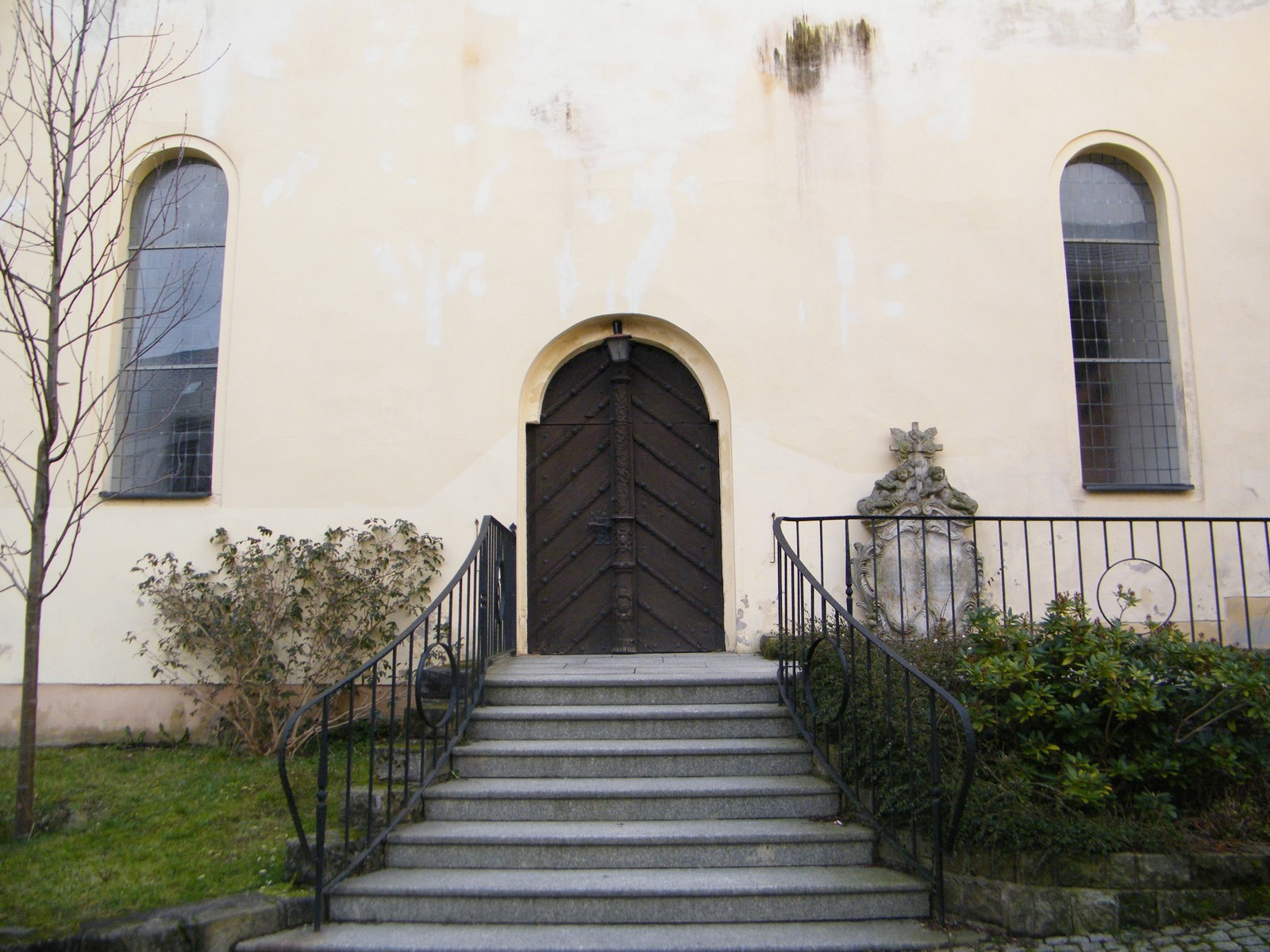
Detail průčelí
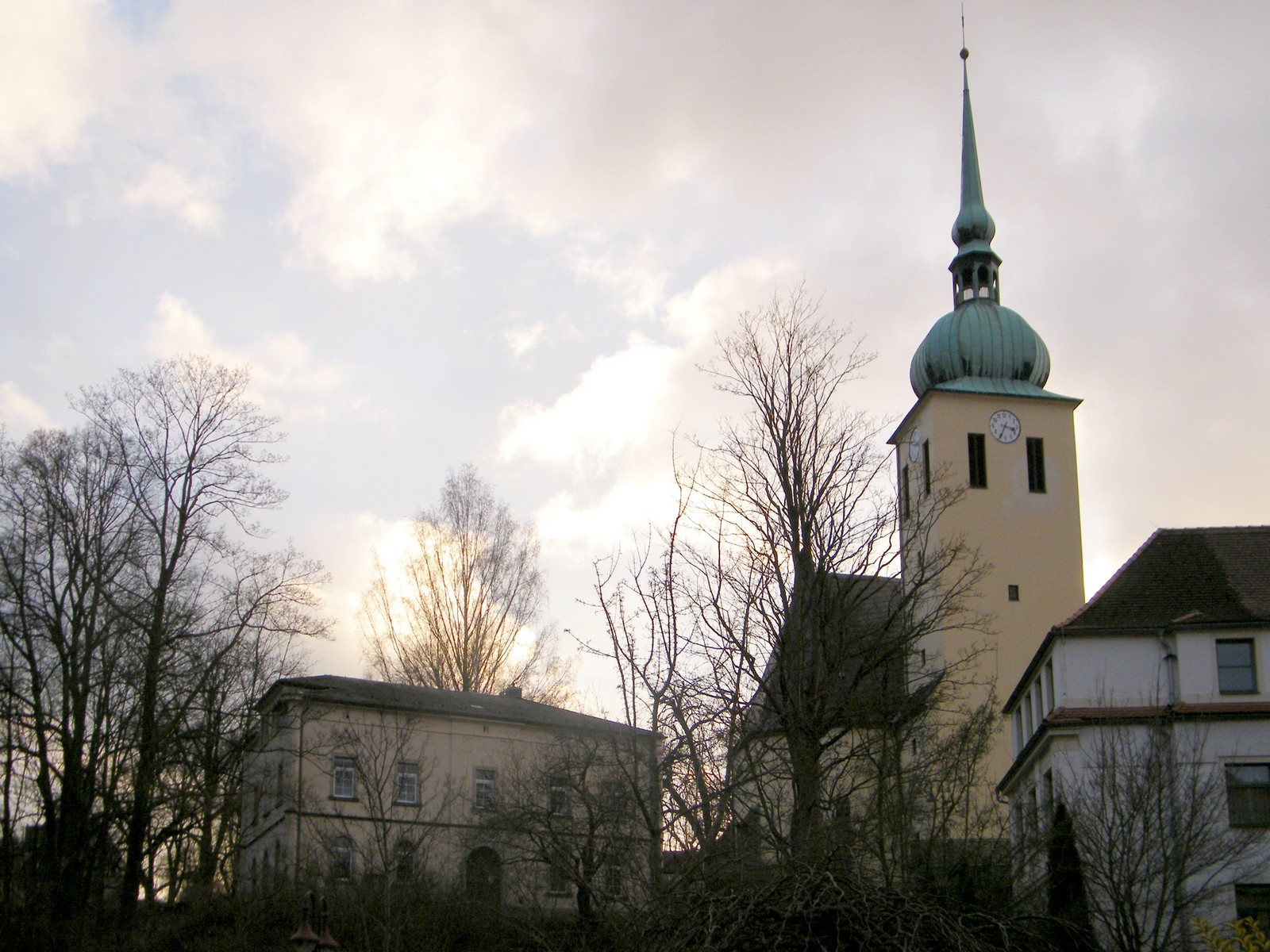
Pohled na kostel a faru od Sebnice
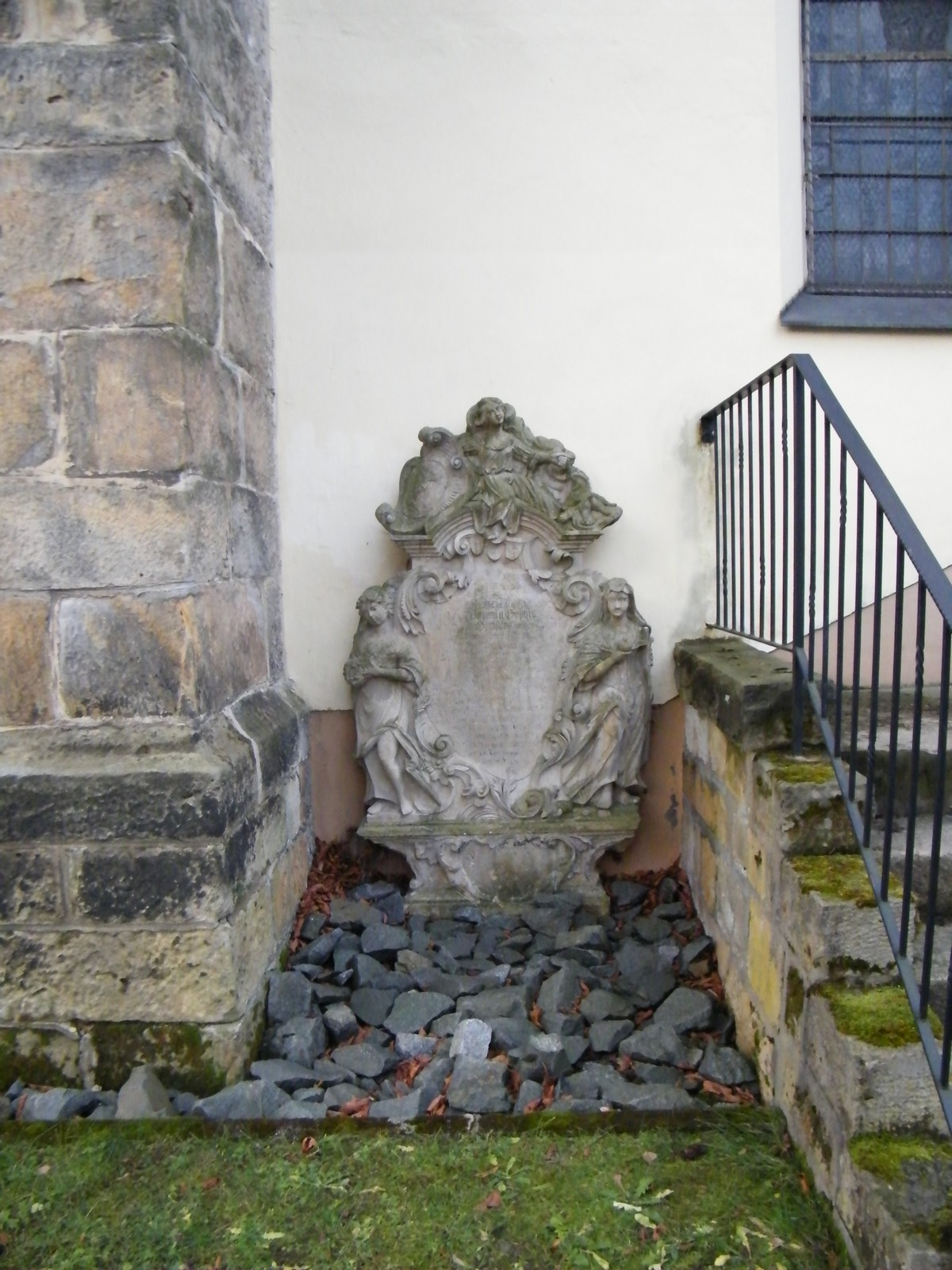
Náhrobní kámen